# 木下東作
木下 東作（きのした とうさく、1878年（明治11年）6月27日 - 1952年（昭和27年）6月19日）は、日本の運動生理学者、スポーツ評論家。医学博士。
大阪医科大学（現在の大阪大学医学部）教授から大阪毎日新聞社運動部長に転身。日本女子スポーツ連盟を設立し、人見絹枝を育成したことで知られる。本人も旧制第一高等学校・東京帝国大学在学中には長距離走の選手として知られた。

## 生涯
京都市出身。木下凞の二男。木下家はもと若狭小浜藩医の家で、凞は明治維新後に京都療病院（現在の京都府立医科大学）に勤務、のちに産婦人科医を開業した。産婦人科学者の木下正中は兄。長男は動物生理学者の木下治雄、次男は日立造船社長の木下昌雄。
東京府尋常中学、旧制第一高等学校を経て東京帝国大学に進学。一高在学中には陸上運動部員で、1899年（明治32年）5月13日に一高生が不忍池を13周する長距離競争大会（13マイル競走）を行った際、同じ陸上運動部員の今村次吉と競り合い、ほぼ同時にゴールした（記録は1時間35分49）。今村の方がわずかに先着し、今村が優勝者とされる。1901年（明治34年）11月に時事新報が主催した「不忍池長距離競走大会」には帝大の医学生として参加、結果として途中棄権とはなったが、時事新報は木下の練習やコメントを紙面に取り上げており、メディアが生み出した「スター選手」の最初期の一人であった。
1903年（明治36年）、東京帝国大学医科大学（現在の東京大学医学部）卒業。母校で助手（副手とも）をつとめたのち、1906年（明治39年）大阪府立高等医学校教諭（のちに大阪医科大学教授。大阪大学医学部の前身）となる。
1908年（明治41年）、ヨーロッパに出張。帰国後は大阪府内の小中学校でスポーツ実技の指導を行い、また神戸高等商業学校（現在の神戸大学）の体育顧問を務めている。東京高等師範学校でも講師を務め、運動生理学を講じた。
1919年（大正8年）4月、大阪医科大学在籍のまま大阪毎日新聞社の客員となる。1922年（大正11年）11月、大阪毎日新聞社に運動部が設置されると、大阪医科大学教授を辞任し、運動部長に就任した。1924年（大正13年）にはパリオリンピックに派遣され、2月から10月までヨーロッパに出張。この間の1924年（大正13年）、木下は日本女子スポーツ連盟を設立、会長となる（事務所は大阪毎日新聞社内に置かれた）。
大阪毎日新聞社運動課長は1926年（大正15年）に星野龍猪に交替し、木下は編集顧問となった。この時期の大阪毎日新聞社は、1926年（大正15年）3月に人見絹枝（陸上）、1927年（昭和2年）に永井花子（水泳）、原田武一（テニス）、斎藤巍洋（水泳）を運動部記者として迎えている。
1926年（大正15年）に第2回国際女子競技大会（スウェーデン） (1926 Women's World Games) で団長を務める。1928年（昭和3年）のアムステルダムオリンピックに人見を導く。1930年（昭和5年）に第3回国際女子競技大会（プラハ） (1930 Women's World Games) 、1934年（昭和9年）の第4回国際女子競技大会（ロンドン） (1934 Women's World Games) でも団長を務めた。1938年（昭和13年）、ロンドンの国際陸上競技連盟総会に首席代表として出席。
日本体育協会、大日本相撲協会、日本自転車連盟などの会長を務めた。